# Бата Сіті Спорт
Футбольний клуб «Бата Сіті Спорт» (ісп. Bata City Sport) — екваторіальногвінейський професійний футбольний клуб з міста Бата, який грає в Прем'єр-лізі Екваторіальної Гвінеї.

## Історія

### Естрельяс дель Футуро (до 2017 року)
Сучасний клуб бере свій початок від команди «Естрельяс дель Футуро», яка дебютувала в системі ліг Екваторіальної Гвінеї в сезоні 2015—2016 років. На той час команда виступила лише в Кубку Екваторіальної Гвінеї, де дійшла до півфіналу Континентального регіону, та вибула після зустрічі з клубом «Аконангуї».
У сезоні 2016—2017 років «Естрельяс дель Футуро» потрапив до Першого дивізіону завдяки дискваліфікації трьох команд із Континентального регіону. Команда зайняла третє місце в регіональному етапі, та кваліфікувалася до Лігільї, хоча їй не вдалося виграти титул. У національному Кубку клуб вилетів у третьому раунді від клубу «Депортіво Ньєфанг». Команда також брала участь у Кубку футбольної федерації Екваторіальної Гвінеї, пройшовши до чвертьфіналу після перемоги над «Саета Бланка» із загальним рахунком 6-2. Однак на цьому етапі команда вибула після матчів з клубом «Хекотім» через правило забитих голів на виїзді після двох нічиїх (0-0 у першому матчі та 3-3 у матчі-відповіді).

### Футуро Кінгз (2017—2023 роки)
Улітку 2017 року клуб отримав назву «Футуро Кінгз» після злиття з баскетбольною командою «Малабо Кінгз» з Монгомо. Клуб зайняв друге місце в регіональному етапі, та пройшов до Лігільї, але не зміг потрапити до дійки найкращих команд на фінальному етапі.
У сезоні 2018—2019 років «Футуро Кінгз» виграв регіональний етап і кваліфікувався в Лігілью, де посів четверте місце. У тому сезоні головним тренером команди був Теодоро Нсуе Нгуема.
У сезоні 2019—2020, до припинення чемпіонату через епідемію COVID-19, команда посідала друге місце на регіональному етапі. У жовтні 2019 року клуб запросив бельгійського тренера Жана-Франсуа Лошуто, якого в лютому 2020 року змінив камерунець Александр Беллінга.
У сезоні 2020—2021 років «Футуро Кінгз» брав участь у Кубку конфедерації КАФ після того, як «Леонес Вегетаріанос» відмовилися від участі через фінансові проблеми. У попередньому раунді екваторіальногвінейський клуб грав проти нігерійського клубу «Ріверс Юнайтед». У першому матчі, зіграному вдома, «Футуро Кінгз» переміг з рахунком 2-1, але у матчі-відповіді програв з рахунком 2-1, і вибув після серії пенальті. У середині 2021 року тренера Беллінгу замінив тунісець Джані Тарек. Через місяць відбулася нова заміна тренера, було підписано контракт з іспанцем Мікелем Ласою, який пішов наприкінці того ж року.
У сезоні 2021—2022 років «Футуро Кінгз» виграли регіональний етап, і вийшли в Лігілью, де посіли друге місце. У національному кубку команда вилетіла в півфіналі континентального регіону від клубу «Інтер де Літораль Академі». Клуб удруге брав участь у Кубку конфедерації КАФ, можливо, через відсутність бажання в інших команд країни через епідемію коронавірусної хвороби. «Футуро Кінгз» вибули вже на першому етапі за підсумком матчів із південноафриканським клубом «Марумо Галлантс» після перемоги 2-1 вдома та поразки 3-0 на виїзді.
У сезоні 2023 року клуб не зміг пройти кваліфікацію до Лігільї, а в Кубку вилетів у півфіналі континентального регіону після матчів з клубом «Фундасьйон Бата».

### Бата Сіті Спорт (з 2023 року)
Клуб «Футуро Кінгз» не брав участі в сезоні 2023—2024 років, і вважався розформованим. Натомість його поглинула спортивна школа «Бата Сіті», створивши клуб «Бата Сіті Спорт», який був зареєстрований на участь у Прем'єр-лізі. Того року клуб посів дев'яте місце, уникнувши вильоту через розширення ліги на 2 додаткові команди.
У сезоні 2024—2025 років з'явилася інформація про те, що клуб «Асія Клуб» з Мбедуму замінить «Бата Сіті Спорт» у Прем'єр-лізі через виключення клубу за підробку ліцензії. Однак згодом клубу повернули місце в найвищому дивізіоні.